# アーサー・ハーバート (初代トリントン伯爵)
アーサー・ハーバート（英語: Arthur Herbert, 1647年 - 1716年4月13日）は、イギリスの海軍軍人、政治家。初代トリントン伯爵。海軍戦略における「現存艦隊主義」の言葉の創始者である。法務長官と国璽尚書を務めたサー・エドワード・ハーバート（en）の長男で高等法院王座部首席判事のエドワード・ハーバート（en）は弟。

## 生涯
チャールズ2世に仕えて第2次英蘭戦争に従軍、イギリス海軍の後衛戦隊司令官（海軍少将）に任じられた。海軍士官としては水兵達からの人気が高かった。イングランド議会の議員でもあり、宗教問題に無関心で多額の給与をもらう立場であったことから、忠実な王党派と見られていた。しかし、1687年にジェームズ2世がイングランド国教徒以外を公職追放する審査法の廃止を図った際、ハーバートは国王が求めた廃止法案への賛成約束を拒んだため、国会議員や海軍少将など一切の地位から追われた。
それからはオランダへ渡海してイングランド遠征計画に加わり、1688年の名誉革命ではエドワード・ラッセルと並んでウィリアム3世のイギリス入りを推進、遠征軍の海軍を指揮してオランダ艦隊をデヴォンの港トーベイ（en）まで先導した。その功績により海軍卿に任じられる。
大同盟戦争が勃発してジェームズ2世を支援するフランスと開戦すると、ハーバートはイギリス主力艦隊の司令長官（海軍大将）として前線に立った。1689年にジャコバイトがアイルランドへ侵攻（ウィリアマイト戦争）したのに対し、ハーバートは戦列艦12隻を基幹とする艦隊を率いて出撃。4月30日、バントリー湾（en）所在の優勢なフランス艦隊（戦列艦24隻基幹）に挑み、善戦の末に敗退した（バントリー湾の海戦, en）。敗れたものの劣勢な戦力で果敢に戦ったと認められ、名誉革命での功績もあって初代トリントン伯爵位を授けられた。
1690年6月、戦列艦68隻を基幹とするトゥールヴィル伯アンヌ・イラリオン・ド・コタンタン率いるフランス艦隊がイギリス海峡に出現したのに対し、ハーバートは英蘭連合艦隊（戦列艦56隻基幹）を率いて出動したが、事前の作戦会議で優勢な敵艦隊とは交戦しない方針を決めていた。ハーバートはフランス艦隊に接触後、退避に移り、フランス艦隊の追跡を受けた。状況を知ったメアリー2世から戦闘するよう勅命を受けて、ハーバートはやむなく反転し、6月30日から7月1日にビーチー・ヘッドの海戦（en）を戦った。ハーバートは海戦中も消極的な行動に終始し、直率する中央戦隊を後方にとどめたため、孤立した前衛のオランダ戦隊はフランス艦隊の前衛と中央戦隊に包囲攻撃された。英蘭連合艦隊は少なくとも10隻近い戦列艦を失い、フランス艦を1隻も撃沈もできずに大敗した。
7月、ビーチー・ヘッドでの敗戦から帰還後逮捕され、ロンドン塔に収監された。12月にシェアネス要塞での軍法会議にかけられたハーバートは、自分が艦隊戦力を温存したことでフランス軍の本土侵攻を抑止できたと弁明。判決は全員一致で無罪となった。この点につき小林幸雄は、無罪となったのは判事役の士官がいずれも元部下であったからではないかと推測している。ハーバートはバージに将旗を掲げてロンドンへと戻ったが、艦隊の指揮はラッセルに交代させられ、現役復帰が認められることは無いまま1716年に死去、トリントン伯位は消滅した。
ハーバートの指揮は後世においても不適切であったと批判されているが、彼の弁明に用いられた「フリート・イン・ビーイング」（英語: Fleet in being）の言葉は、そのまま「現存艦隊主義」の軍事学用語として定着した。